# Neuville-Day
Neuville-Day è un comune francese di 182 abitanti situato nel dipartimento delle Ardenne nella regione del Grand Est.

## Società

### Evoluzione demografica
Abitanti censiti